# شهرستان ویشی
شهرستان ویشی (به لاتین: Weishi County) یک شهرستان‌های جمهوری خلق چین در چین است که در کایفنگ واقع شده‌است.